# Adélaïde d'Orléans (rose)
Pour les articles homonymes, voir Adélaïde d'Orléans.
‘Adélaïde d'Orléans’ est un cultivar de rosier grimpant obtenu en 1826 par Antoine Jacques, jardinier de la famille d'Orléans à Neuilly. Il rend hommage à la princesse Adélaïde d'Orléans (1777-1847), sœur du duc d'Orléans, Louis-Philippe, futur roi des Français.

## Description
Cet hybride de Rosa sempervirens, célèbre dans de nombreux pays, fleurit dans les jardins pendant trois semaines en juin-juillet grâce à ses grappes de fleurs blanches en rosettes plates et parfumées. Le bouton est rose foncé, puis la fleur semi-double à double (plus de 40 pétales) et relativement grande s'éclaircit, jusqu'à devenir blanche, dévoilant des étamines d'or. 
Son buisson vigoureux au feuillage vert foncé garde ses feuilles tard dans la saison. Ses rameaux souples se laissent facilement conduire le long d'arceaux ou de treillis. Ce grimpant s'élève à 4,50 mètres. Il résiste à des températures de l'ordre de -20 degrés.
‘Adélaïde d'Orléans’ est une variété célèbre que l'on peut admirer dans la plupart des grandes roseraies du monde, comme à la roseraie de Bagatelle, à l'Europa-Rosarium de Sangerhausen, au jardin botanique royal de Madrid, à la roseraie du château du Mesnil-Geoffroy ou à la roseraie de L'Haÿ-les-Roses.

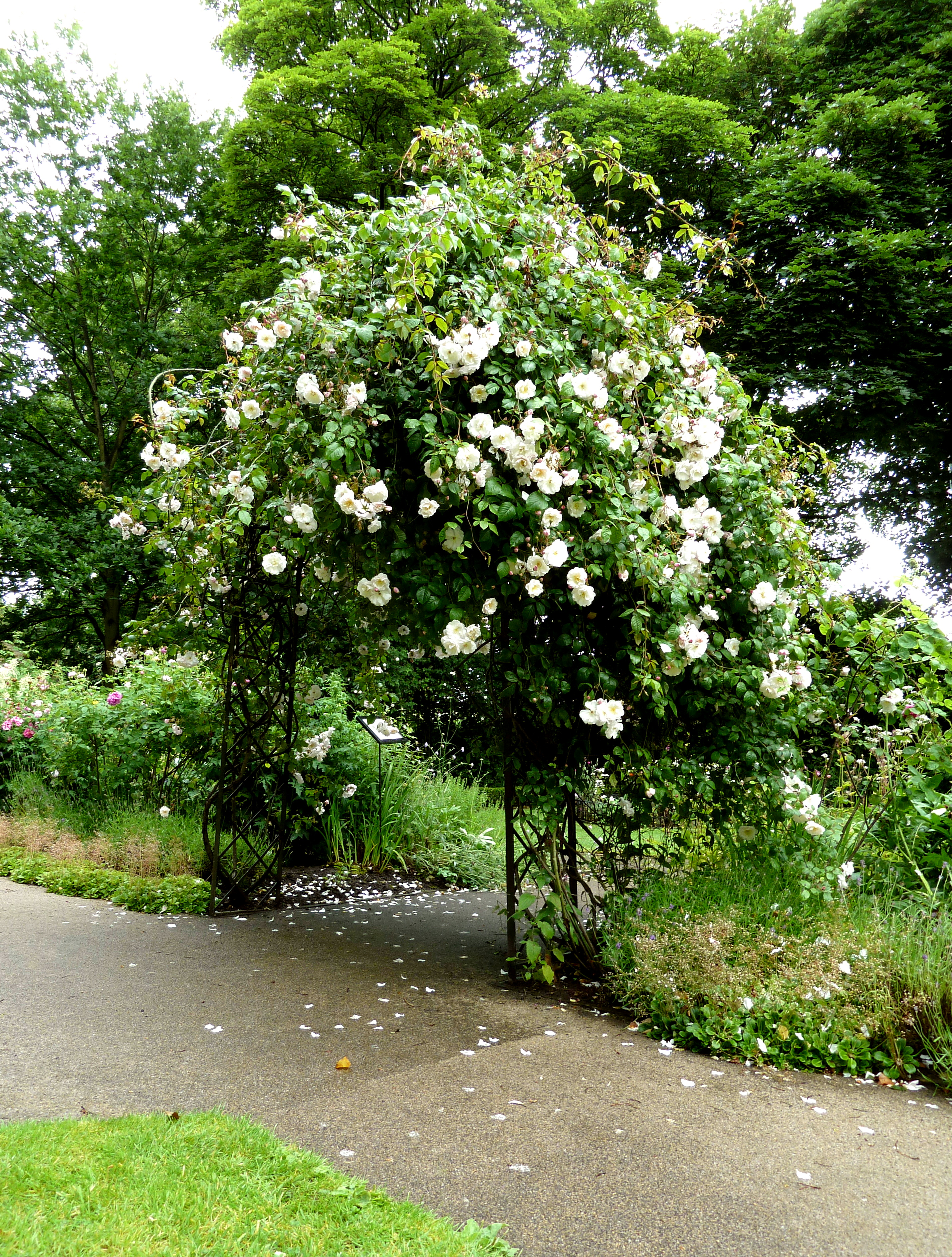
Arceau recouvert du rosier ‘Adélaïde d'Orléans’ dans le Yorkshire en Angleterre.